# Tóth Bence (labdarúgó, 1998)
Tóth Bence (Tapolca, 1998. május 25. –) magyar válogatott labdarúgó, a Szeged játékosa.

## Pályafutása

### Klubcsapatban
Tóth Bence Veszprémben kezdte pályafutását, majd a Győri ETO akadémiáján nevelkedett, ahonnan 2014-ben igazolta le a Puskás Akadémia csapata. A felcsúti csapatban tétmérkőzésen 2016. augusztus 19-én mutatkozott be egy NBII-es bajnoki mérkőzésen a Soproni VSE csapata ellen. A 2016–2017-es másodosztályú bajnokságban 23 bajnokin lépett pályára a végül bajnokként feljutó csapatban. 2017. július 30-án négy évre aláírt a Videotonhoz.

### A válogatottban
Többszörös korosztályos válogatott labdarúgó. 2017-ben meghívót kapott Bernd Storck szövetségi kapitánytól a június 5-i és június 9-i Oroszország és Andorra elleni mérkőzésekre készülő felnőtt válogatott keretébe. Az utóbbi válogatott elleni világbajnoki selejtezőt kezdőként végigjátszotta.

## Sikerei, díjai
- Puskás Akadémia:
  - NB II bajnok: 2016–17
- Videoton:
  - Magyar bajnok (1): 2017-18

## Mérkőzései a válogatottban
| Magyarország | Magyarország    | Magyarország                      | Magyarország | Magyarország | Magyarország | Magyarország | Magyarország | Magyarország |
| #            | Dátum           | Helyszín                          | Hazai        | Eredmény     | Vendég       | Kiírás       | Gólok        | Esemény      |
| ------------ | --------------- | --------------------------------- | ------------ | ------------ | ------------ | ------------ | ------------ | ------------ |
| 1.           | 2017. június 9. | Andorra la Vella, Estadi Nacional | Andorra      | 1 – 0        | Magyarország | vb-selejtező | -            |              |
|              | Összesen        |                                   |              | 1            | mérkőzés     |              | 0            | gól          |